# Інститут інтелектуальних систем імені Макса Планка

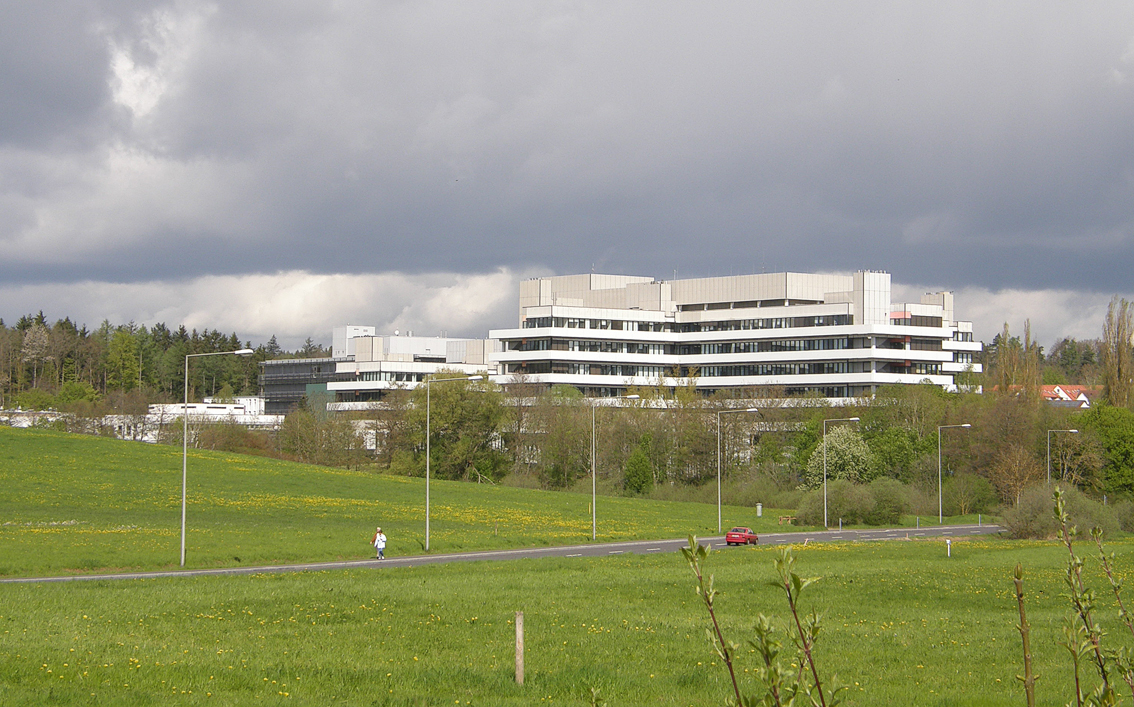
На передньому плані Макс Планк інститут дослідження твердого тіла, ліворуч - будівля Інституту інтелектуальних систем імені Макса Планка

Інститут інтелектуальних систем імені Макса Планка (нім. Max-Planck-Institut für Intelligente Systeme, до березня 2011 року нім. Max-Planck-Institut für Metallforschung, (MPI-FKF), Інститут досліджень металів імені Макса Планка) — науково-дослідний інститут товариства Макса Планка, що займається дослідженнями нових матеріалів на основі металів. Інститут утворює комплекс будівель разом з Інститутом дослідження твердого тіла імені Макса Планка та лабораторією порошкової металургії і знаходиться у районі Штуттгарта — Бюснау.

## Заснування
Інститут заснований у 1931 році як інститут товариства Кайзера Вільгельма (попередника товариства ім. Макса Планка). У 1934 році інститут перебирається з Берліна до Штуттгарта.

## Галузь досліджень
Інститут проводить дослідження у галузі металургії та нових матеріалознавства за допомогою методів рентгенівської та нейтронної дифракції, електронної та рентгенівської мікроскопії а також різноманітних калориметричних, механічних та магнітних методик вимірювань.

## Структура інституту
В інституті працюють бл. 400 науковців розділених на вісім наукових відділень. Директорами відділень є члени наукового товариства ім. Макса Планка :
- Зіґфрід Дітріх (Siegfried Dietrich) — теорія негомогенної конденсованої матерії
- Манфред Рюлє (Manfred Rühle) — метастабільні матеріали
- Ерік Мітемейєр (Eric Mittemeijer) — фазові переходи
- Ґізела Шютц (Gisela Schütz) — магнітні матеріали
- Йоахім Шпатц (Joachim Spatz) — нові матеріали і біосистеми
- — три інші відділення зараз без директорів.